# Top models
Top models (trad.: Modelos top) é uma telenovela mexicana produzida e exibida pela Azteca em 2005. 
Foi protagonizada por Mariana Ochoa, Michel Gurfi e Fernando Ciangherotti.

## Elenco
- Mariana Ochoa - Paloma / Mariana
- Michel Gurfi - Marco
- Fernando Ciangherotti - Gabriel Cossy
- Rodrigo Abed - Brandon Oliver
- Carolina Kroop - Ariana del Río
- Norby Lagarejo - Greta Carrillo
- Adriana Louvier - Carla Oliver del Río
- María de la Fuente – Celeste Osuna
- Alejandra Mena - Rocío Franco
- Marcela Ruiz II - Luciana Fortuni
- Carla Carrillo - Sol Katsmann
- Alejandra Urdiaín - Patricia Rondeso
- Alejandra Prado - Nicole Trueba
- Diana García - Azul
- Andrea Escalona - Brenda
- Carolina Ardohain
- Fernando Noriega - Martín
- Carolina Carvajal - Raquel Lomelí
- Paty Garza - Vicky Garces
- Adrián Cue - Claudio
- Cecilia Ponce -Fernanda
- Rafael León - Tomas